# Apomys abrae
Apomys abrae är en däggdjursart som först beskrevs av Sanborn 1952.  Apomys abrae ingår i släktet Apomys och familjen råttdjur. IUCN kategoriserar arten som livskraftig (LC). Inga underarter finns listade.
I området kring berget Data förekommer hybrider mellan arten och Apomys datae.

## Utseende
Vuxna exemplar är 12 till 14 cm långa (huvud och bål), har en 12 till 14,5 cm lång svans och väger 50 till 79 g. Bakfötterna är 3,3 till 3,9 cm långa och öronen är 2,1 till 2,4 cm stora. Allmänt liknar Apomys abrae en vanlig husmus i utseende. Liksom andra släktmedlemmar har den långa smala bakfötter med skarpa klor vid tårna. Svansen är täckt av fjäll och smala hår. Artens morrhår når fram till axlarna när de böjs bakåt. Honor har endast två spenar vid ljumsken. Denna gnagare har mörkbrun päls på ovansidan med lite inslag av rött och några ställen är nästan svarta. På undersidan och på armarnas insida förekommer gråa hår med vita spetsar. Hos Apomys abrae är utsidan av armarna och bakbenen mörk. Huden på händernas och bakfötternas ovansida saknar pigment och den är täckt med vita hår. Svansen är uppdelad i en mörk ovansida och en vit undersida. Arten har en diploid kromosomuppsättning med 44 kromosomer (2n=44).

## Utbredning
Denna gnagare förekommer på norra delen av ön Luzon, Filippinerna. Enligt den första beskrivningen vistas arten i bergstrakter som är 1000 till 2500 meter höga. Nyare avhandlingar tvivlar angående denna uppgift. Habitatet varierar mellan regnskogar i bergstrakter, mer torra skogar som domineras av tallar med olika lövträd inblandade och ganska öppna landskap med tallar, buskar och gräs.

## Ekologi
Enligt en studie från 2016 har Apomys abrae frön, insekter, daggmaskar och andra maskar som lever i jorden som föda. Honor föder upp till tre ungar per kull (oftast två). Individerna vistas på marken och de är nattaktiva.